# Norvanganina
Norvanganina es un género de foraminífero bentónico considerado un sinónimo posterior de Textularia de la subfamilia Textulariinae, de la familia Textulariidae, de la superfamilia Textularioidea, del suborden Textulariina y del orden Textulariida. Su especie tipo era Textilina pseudorugosa subsp. fistulosa. Su rango cronoestratigráfico abarcaba el Piacenziense (Plioceno superior).

## Clasificación
Norvanganina incluía a la siguiente especie:
- Norvanganina fistulosa †